# Clandeboye School

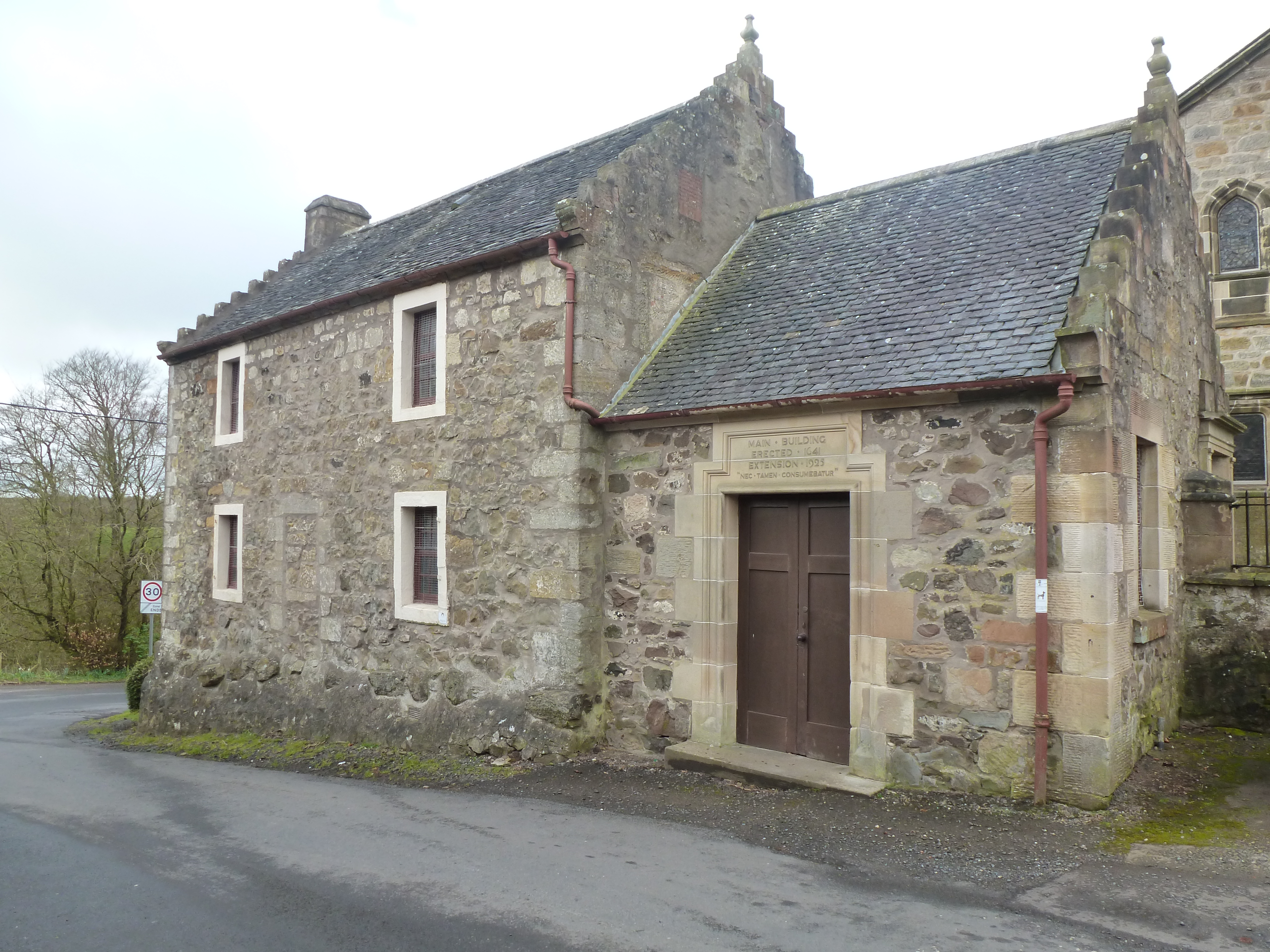
Clandeboye School

Die Clandeboye School ist eine ehemalige Schule in der schottischen Ortschaft Dunlop in der Council Area East Ayrshire. 1971 wurde das Bauwerk in die schottischen Denkmallisten in der höchsten Denkmalkategorie A aufgenommen. Des Weiteren bildet die Clandeboye School zusammen mit der Clandeboye Vault und der Dunlop Parish Church ein Denkmalensemble der Kategorie A.

## Geschichte
Als Stifter des Schulgebäudes tritt James Hamilton, 1. Viscount Clandeboye in Erscheinung. In der Literatur geht man von dem Baujahr 1641 aus, womit es sich bei der Clandeboye School um eines der ältesten erhaltenen Schulgebäude in Schottland handeln würde. Im Jahre 1738 wurde das Gebäude jedoch durch einen Brand zur Ruine und nach 1750 wiederaufgebaut. Inwiefern es sich hierbei um eine Restaurierung oder einen Neubau handelt, ist nicht geklärt. Im Laufe der Jahrhunderte wurde das Gebäude mehrfach verändert. So wurden Öffnungen verfüllt, neue Fenster und Türen geschaffen und die Einfassungen der verbliebenen verändert. Im Jahre 1837 erhielt Dunlop ein neues Schulgebäude und die Gemeinde der nebenliegenden Dunlop Paris Church nutzte die Räumlichkeiten der Clandeboye School als provisorischen Gemeindesaal. 1919 erwarb sie das Gebäude schließlich, renovierte es 1924 für insgesamt rund 800 £ und gestaltete es endgültig zu einem Gemeindesaal um. Der einstöckige Anbau an der Nordseite stammt aus dem Jahre 1925.

## Beschreibung

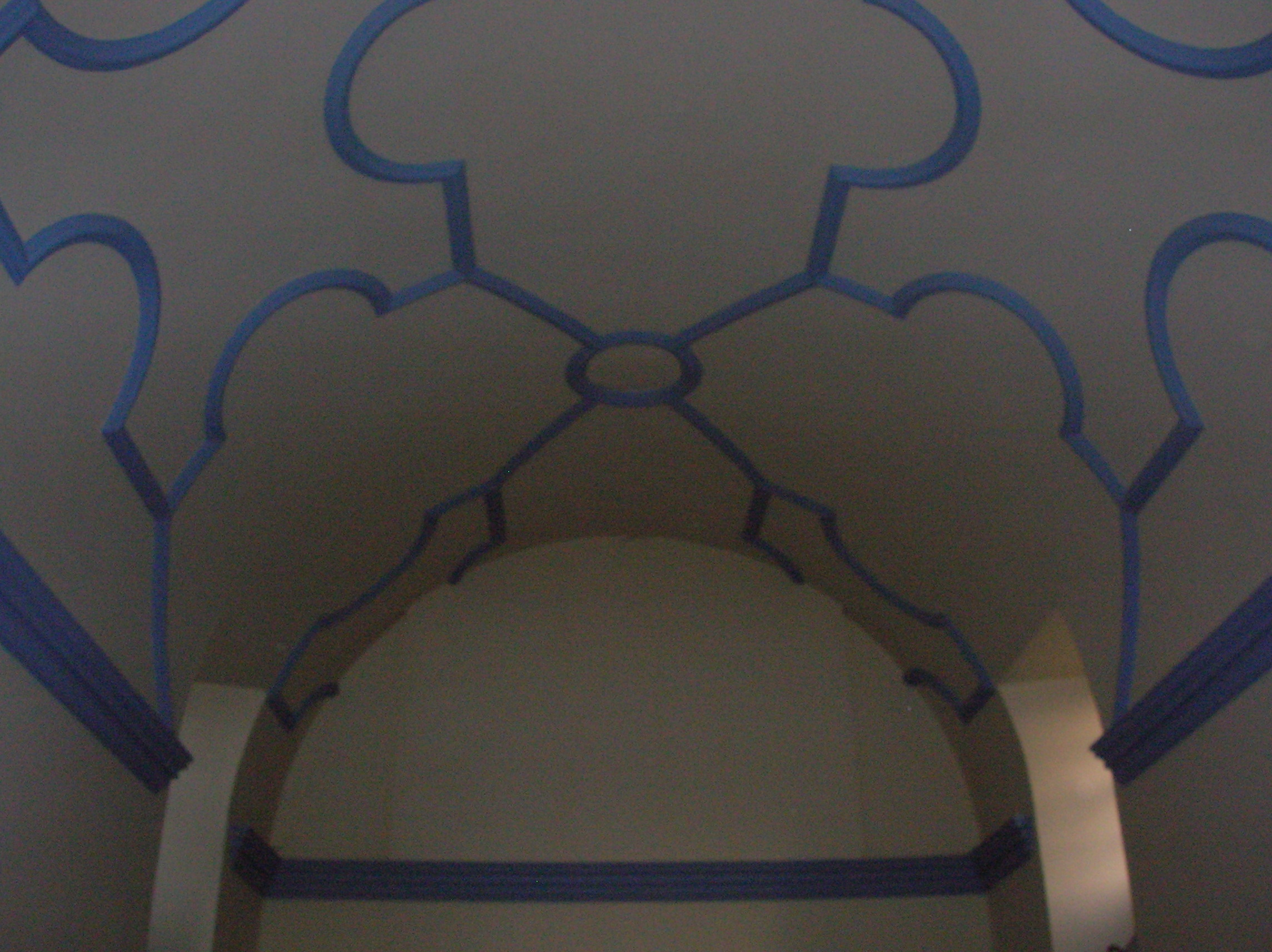
Gewölbedecke im Gebäudeinneren

Das Gebäude befindet sich am Ende der Main Street am Westrand der Ortschaft. Es grenzt an den Friedhof der Dunlop Parish Church an. Die zweistöckige Clandeboye School weist einen länglichen Grundriss auf. Das Mauerwerk besteht aus Bruchstein, im Wesentlichen vom Sandstein. Die Gebäudeöffnungen sind mit Faschen aus Quadersteinen abgesetzt. Das zweiflüglige Eingangsportal befindet sich in dem einstöckigen Anbau an der Nordseite. Es ist mit einer Gedenktafel oberhalb der Tür gestaltet, welches auch das Baujahr ausweist. Der ursprünglich mittig in der Fassade des ursprünglichen Gebäudes befindliche Eingang wurde mit Bruchstein verfüllt. Die Giebel des schiefergedeckten Satteldachs sind als Staffelgiebel gearbeitet. Der Innenraum wurde in den 1920er Jahren neu gestaltet. Der einzelne Raum nimmt beide Stockwerke ein. Bis auf Höhe des ersten Stockwerks sind die Wände mit Holz verkleidet. Auf Höhe der Gewölbedecke läuft ein ornamentierter Fries um.